# Hotel Ruanda
A Hotel Ruanda (Hotel Rwanda) 2004-ben bemutatott amerikai, olasz, brit és dél-afrikai koprodukcióban készült film Terry George rendezésében, Don Cheadle főszereplésével. 
A torontói nemzetközi filmfesztiválon mutatták be 2004. szeptember 11-én, ahol elnyerte a fesztivál Közönségdíját.
A főszereplő, Don Cheadle kiemelkedő teljesítményt nyújt ebben a figyelemreméltó és megrázó igaz történetben, melynek középpontjában egy olyan ember bátorsága áll, aki szembe mert szállni az 1994-es ruandai összecsapások barbár kegyetlenségével. 
A filmben szereplő többi színész, az alakításáért szintén Oscarra jelölt, Sophie Okonedo, Nick Nolte és Joaquin Phoenix alakításának is köszönhető hogy „ez a film képes megváltoztatni a világot” (Joel Siegel, „Good Morning America”).

## Cselekmény
|  | Alább a cselekmény részletei következnek! |

1994-ben az emberiség történetének egyik legszörnyűbb kegyetlensége zajlott Ruandában, melyről a modern világ szinte tudomást sem vett. Alig 3 hónap leforgása alatt közel 1 millió embert mészároltak le. Megesik, hogy a tragédia árnyékában hősök születnek. Ilyen hős volt a ruandai polgárháborúban Paul Rusesabagina, a Mille Collines hotel vezetője (Don Cheadle), aki 1268 reményvesztett menekülő honfitársa életét menti meg azzal, hogy italért cserébe „megvásárolta” őket a szállodában tartózkodó katonáktól és menedéket nyújt nekik az általa vezetett hotelben. Az egyetlen telefonvonalon, amit nem vágtak el a hutuk, faxot küld Bill Clinton amerikai elnöknek, valamint tájékoztatta Belgiumot, és Franciaországot a hazájában zajló borzalmas eseményekről. A könyörtelen események közepette egy hétköznapi ember, családja iránti szeretetétől vezérelve, nem hétköznapi bátorságról tesz tanúbizonyságot.

## Szereplők
| Színész          | Szerep                                           | Magyar hang      |
| ---------------- | ------------------------------------------------ | ---------------- |
| Don Cheadle      | Paul Rusesabagina szállodatulajdonos             | Viczián Ottó     |
| Sophie Okonedo   | Tatiana Rusesabagina                             | Kerekes Andrea   |
| Nick Nolte       | Oliver ezredes (Roméo Dallaire alapján)          | Vass Gábor       |
| Joaquin Phoenix  | Jack Daglish (Stefan Stec békefenntartó alapján) | Bicskey Lukács   |
| Fana Mokoena     | Augustin Bizimungu tábornok                      | Koncz István     |
| Cara Seymour     | Pat Archer                                       | Ősi Ildikó       |
| David O’Hara     | Dave Flemming                                    | Beratin Gábor    |
| Desmond Dube     | Dube                                             | Földi Tamás      |
| Hakeem Kae-Kazim | George Rutaganda                                 | Betz István      |
| Jean Reno        | Mr. Tillens (stáblistán nem szerepel)            | Berzsenyi Zoltán |

## Díjak és jelölések
A Hotel Ruandát 3 Oscar- és 3 Golden Globe-díjra jelölték, valamint elnyerte a 2004-es Torontói Filmfesztivál közönségdíját. Terry George filmjét az új évezred Schindler listájaként emlegetik.
- Európai Filmakadémia (2005) – Legjobb zeneszerző: Rupert Gregson-Williams, Andrea Guerra
- Torontói Nemzetközi Filmfesztivál (2004) – Közönség díj
- Golden Globe-díj (2005) – Legjobb férfi főszereplő (filmdráma) jelölés: Don Cheadle
- Golden Globe díj (2005) – legjobb film – drámai kategória jelölés
- Golden Globe díj (2005) – Legjobb betétdal jelölés
- Oscar-díj (2005) – legjobb férfi főszereplő jelölés: Don Cheadle
- Oscar-díj (2005) – legjobb eredeti forgatókönyv jelölés: Keir Pearson, Terry George
- Oscar-díj (2005) – legjobb női mellékszereplő jelölés: Sophie Okonedo